# ألكسندر تيخونوف
ألكسندر تيخونوف (Alexander Tikhonov) (الروسية: Алекса́ндр Ива́нович Ти́хонов) هو لاعب أولمبي لرياضة بياثلون من الاتحاد السوفيتي. شارك في الأولمبياد الشتوي في 1968–1980، وفاز بما مجموعه 5 ميداليات.

## الميداليات
| ذهب | فضة | برونز | المجموع |
| 4   | 1   | 0     | 5       |

## روابط خارجية
- ألكسندر تيخونوف على موقع IBU (الإنجليزية)
- ألكسندر تيخونوف على موقع اللجنة الأولمبية الدولية (الإنجليزية)
- ألكسندر تيخونوف على موقع أوليمبيديا (الإنجليزية)